# Карамболіна-Карамболетта
«Карамболіна-Карамболетта» — радянський телефільм 1983 року, знятий режисером Олександром Бєлінським на студії «Лентелефільм».

## Сюжет
Літня костюмерка музичного театру згадує про своє життя. Перед її поглядом оживають картини з улюблених оперет.

## У ролях
- Людмила Макарова — Карамболіна
- Олена Хмельницька — онука Карамболіни
- Юрій Мазурок — Герой
- Зоя Іванова — Героїня
- Тамара Синявська — Примадонна
- Ольга Ченчикова — Балерина
- Галина Ковальова — Фіалка
- Галина Петрова — Субретка
- Федір Чеханков — Простак
- Володимир Шишкін — Комік
- Марат Даукаєв — танцюрист
- Євген Зернов — танцюрист

## Знімальна група
- Режисер — Олександр Бєлінський
- Сценарист — Олександр Бєлінський
- Оператор — Роман Черняк
- Художник — Борис Петрушанський